# Grand Prix de Patinação Artística no Gelo de 2010–11
O Grand Prix de Patinação Artística no Gelo de 2010–11 foi a décima sexta temporada do Grand Prix ISU, uma série de competições de patinação artística no gelo disputada na temporada 2010–11. São distribuídas medalhas em quatro disciplinas, individual masculino e individual feminino, duplas e dança no gelo. Os patinadores ganham pontos com base na sua posição em cada evento e os seis primeiros de cada disciplina são qualificados para competir na final do Grand Prix, realizada em Pequim, China.
A competição é organizada pela União Internacional de Patinação (em inglês:  International Skating Union), a série Grand Prix começou em 22 de outubro e continuaram até 12 dezembro de 2010.

## Calendário
| #     | Evento                             | Localização                  | Data              |
| ----- | ---------------------------------- | ---------------------------- | ----------------- |
| 1     | NHK Trophy de 2010                 | Nagoya, Japão                | 22–24 de outubro  |
| 2     | Skate Canada International de 2010 | Kingston, ON, Canadá         | 29–31 de outubro  |
| 3     | Cup of China de 2010               | Pequim, China                | 5–7 de novembro   |
| 4     | Skate America de 2010              | Portland, OR, Estados Unidos | 12–14 de novembro |
| 5     | Cup of Russia de 2010              | Moscou, Rússia               | 19–21 de novembro |
| 6     | Trophée Éric Bompard de 2010       | Paris, França                | 26–28 de novembro |
| Final | Final do Grand Prix de 2010–11     | Pequim, China                | 9–12 de dezembro  |

## Medalhistas

### NHK Trophy
| Evento                        | Ouro                                         | Prata                                  | Bronze                                           | Ref   |
| Individual masculino detalhes | Daisuke Takahashi · Japão                    | Jeremy Abbott · Estados Unidos         | Florent Amodio · França                          | [ 1 ] |
| Individual feminino detalhes  | Carolina Kostner · Itália                    | Rachael Flatt · Estados Unidos         | Kanako Murakami · Japão                          | [ 2 ] |
| Duplas detalhes               | Pang Qing · Tong Jian · China                | Vera Bazarova · Yuri Larionov · Rússia | Narumi Takahashi · Mervin Tran · Japão           | [ 3 ] |
| Dança no gelo detalhes        | Meryl Davis · Charlie White · Estados Unidos | Kaitlyn Weaver · Andrew Poje · Canadá  | Maia Shibutani · Alex Shibutani · Estados Unidos | [ 4 ] |

### Skate Canada International
| Evento                        | Ouro                                             | Prata                                            | Bronze                                         | Ref   |
| Individual masculino detalhes | Patrick Chan · Canadá                            | Nobunari Oda · Japão                             | Adam Rippon · Estados Unidos                   | [ 5 ] |
| Individual feminino detalhes  | Alissa Czisny · Estados Unidos                   | Ksenia Makarova · Rússia                         | Amélie Lacoste · Canadá                        | [ 6 ] |
| Duplas detalhes               | Lubov Iliushechkina · Nodari Maisuradze · Rússia | Kirsten Moore-Towers · Dylan Moscovitch · Canadá | Paige Lawrence · Rudi Swiegers · Canadá        | [ 7 ] |
| Dança no gelo detalhes        | Vanessa Crone · Paul Poirier · Canadá            | Sinead Kerr · John Kerr · Reino Unido            | Madison Chock · Greg Zuerlein · Estados Unidos | [ 8 ] |

### Cup of China
| Evento                        | Ouro                                        | Prata                                        | Bronze                                              | Ref    |
| Individual masculino detalhes | Takahiko Kozuka · Japão                     | Brandon Mroz · Estados Unidos                | Tomáš Verner · República Tcheca                     | [ 9 ]  |
| Individual feminino detalhes  | Miki Ando · Japão                           | Akiko Suzuki · Japão                         | Alena Leonova · Rússia                              | [ 10 ] |
| Duplas detalhes               | Pang Qing · Tong Jian · China               | Sui Wenjing · Han Cong · China               | Caitlin Yankowskas · John Coughlin · Estados Unidos | [ 11 ] |
| Dança no gelo detalhes        | Nathalie Péchalat · Fabian Bourzat · França | Ekaterina Bobrova · Dmitri Soloviev · Rússia | Federica Faiella · Massimo Scali · Itália           | [ 12 ] |

### Skate America
| Evento                        | Ouro                                         | Prata                                            | Bronze                                           | Ref    |
| Individual masculino detalhes | Daisuke Takahashi · Japão                    | Nobunari Oda · Japão                             | Armin Mahbanoozadeh · Estados Unidos             | [ 13 ] |
| Individual feminino detalhes  | Kanako Murakami · Japão                      | Rachael Flatt · Estados Unidos                   | Carolina Kostner · Itália                        | [ 14 ] |
| Duplas detalhes               | Aliona Savchenko · Robin Szolkowy · Alemanha | Kirsten Moore-Towers · Dylan Moscovitch · Canadá | Sui Wenjing · Han Cong · China                   | [ 15 ] |
| Dança no gelo detalhes        | Meryl Davis · Charlie White · Estados Unidos | Vanessa Crone · Paul Poirier · Canadá            | Maia Shibutani · Alex Shibutani · Estados Unidos | [ 16 ] |

### Cup of Russia
| Evento                        | Ouro                                         | Prata                                   | Bronze                                      | Ref    |
| Individual masculino detalhes | Tomáš Verner · República Tcheca              | Patrick Chan · Canadá                   | Jeremy Abbott · Estados Unidos              | [ 17 ] |
| Individual feminino detalhes  | Miki Ando · Japão                            | Akiko Suzuki · Japão                    | Ashley Wagner · Estados Unidos              | [ 18 ] |
| Duplas detalhes               | Yuko Kavaguti · Alexander Smirnov · Rússia   | Narumi Takahashi · Mervin Tran · Japão  | Amanda Evora · Mark Ladwig · Estados Unidos | [ 19 ] |
| Dança no gelo detalhes        | Ekaterina Bobrova · Dmitri Soloviev · Rússia | Nóra Hoffmann · Maxim Zavozin · Hungria | Elena Ilinykh · Nikita Katsalapov · Rússia  | [ 20 ] |

### Trophée Éric Bompard
| Evento                        | Ouro                                         | Prata                                         | Bronze                                         | Ref    |
| Individual masculino detalhes | Takahiko Kozuka · Japão                      | Florent Amodio · França                       | Brandon Mroz · Estados Unidos                  | [ 21 ] |
| Individual feminino detalhes  | Kiira Korpi · Finlândia                      | Mirai Nagasu · Estados Unidos                 | Alissa Czisny · Estados Unidos                 | [ 22 ] |
| Duplas detalhes               | Aliona Savchenko · Robin Szolkowy · Alemanha | Vera Bazarova · Yuri Larionov · Rússia        | Maylin Hausch · Daniel Wende · Alemanha        | [ 23 ] |
| Dança no gelo detalhes        | Nathalie Péchalat · Fabian Bourzat · França  | Ekaterina Riazanova · Ilia Tkachenko · Rússia | Madison Chock · Greg Zuerlein · Estados Unidos | [ 24 ] |

### Final do Grand Prix
| Evento                        | Ouro                                         | Prata                                       | Bronze                                | Ref    |
| Individual masculino detalhes | Patrick Chan · Canadá                        | Nobunari Oda · Japão                        | Takahiko Kozuka · Japão               | [ 25 ] |
| Individual feminino detalhes  | Alissa Czisny · Estados Unidos               | Carolina Kostner · Itália                   | Kanako Murakami · Japão               | [ 26 ] |
| Duplas detalhes               | Aliona Savchenko · Robin Szolkowy · Alemanha | Pang Qing · Tong Jian · China               | Sui Wenjing · Han Cong · China        | [ 27 ] |
| Dança no gelo detalhes        | Meryl Davis · Charlie White · Estados Unidos | Nathalie Péchalat · Fabian Bourzat · França | Vanessa Crone · Paul Poirier · Canadá | [ 28 ] |

## Qualificação
|  | Patinadores qualificados para a Final do Grand Prix |
|  | Substitutos                                         |

### Individual masculino
| Classificação | Classificação        | Classificação    | Classificação | Classificação | Classificação | Classificação | Classificação | Classificação | Classificação |
| Pos.          | Nome                 | Nacionalidade    | JPN           | CAN           | CHN           | USA           | RUS           | FRA           | Total         |
| ------------- | -------------------- | ---------------- | ------------- | ------------- | ------------- | ------------- | ------------- | ------------- | ------------- |
| 1             | Takahiko Kozuka      | Japão            | –             | –             | 15            | –             | –             | 15            | 30            |
| 2             | Daisuke Takahashi    | Japão            | 15            | –             | –             | 15            | –             | –             | 30            |
| 3             | Patrick Chan         | Canadá           | –             | 15            | –             | –             | 13            | –             | 28            |
| 4             | Tomáš Verner         | República Tcheca | –             | –             | 11            | –             | 15            | –             | 26            |
| 5             | Nobunari Oda         | Japão            | –             | 13            | –             | 13            | –             | –             | 26            |
| 6             | Florent Amodio       | França           | 11            | –             | –             | –             | –             | 13            | 24            |
| 7             | Jeremy Abbott        | Estados Unidos   | 13            | –             | –             | –             | 11            | –             | 24            |
| 8             | Brandon Mroz         | Estados Unidos   | –             | –             | 13            | –             | –             | 11            | 24            |
| 9             | Adam Rippon          | Estados Unidos   | –             | 11            | –             | 9             | –             | –             | 20            |
| 10            | Kevin Reynolds       | Canadá           | –             | 9             | –             | –             | –             | 9             | 18            |
| 11            | Samuel Contesti      | Itália           | –             | –             | 5             | –             | 9             | –             | 14            |
| 12            | Yuzuru Hanyu         | Japão            | 9             | –             | –             | –             | 4             | –             | 13            |
| 13            | Alban Preaubert      | França           | –             | 5             | –             | –             | 7             | –             | 12            |
| 14            | Armin Mahbanoozadeh  | Estados Unidos   | –             | –             | –             | 11            | –             | –             | 11            |
| 15            | Shawn Sawyer         | Canadá           | 7             | –             | –             | 3             | –             | –             | 10            |
| 16            | Brian Joubert        | França           | –             | –             | 9             | –             | –             | 0             | 9             |
| 17            | Artur Gachinski      | Rússia           | –             | 4             | –             | –             | 5             | –             | 9             |
| 18            | Kevin van der Perren | Bélgica          | 3             | –             | –             | 5             | –             | –             | 8             |
| 19            | Javier Fernández     | Espanha          | –             | 7             | –             | –             | 0             | –             | 7             |
| 20            | Tatsuki Machida      | Japão            | –             | –             | 7             | –             | 0             | –             | 7             |
| 21            | Daisuke Murakami     | Japão            | –             | –             | –             | 7             | –             | –             | 7             |
| 22            | Chafik Besseghier    | França           | –             | –             | –             | –             | –             | 7             | 7             |
| 23            | Song Nan             | China            | –             | –             | –             | 0             | –             | 5             | 5             |
| 24            | Takahito Mura        | Japão            | 5             | –             | –             | –             | –             | –             | 5             |
| 25            | Ross Miner           | Estados Unidos   | 0             | –             | 4             | –             | –             | –             | 4             |
| 26            | Adrian Schultheiss   | Suécia           | 0             | –             | –             | 4             | –             | –             | 4             |
| 27            | Wu Jialiang          | China            | 4             | –             | 0             | –             | –             | –             | 4             |
| 28            | Peter Liebers        | Alemanha         | –             | –             | 0             | –             | –             | 4             | 4             |
| 29            | Jeremy Ten           | Canadá           | 0             | 3             | –             | –             | –             | –             | 3             |
| 30            | Anton Kovalevski     | Ucrânia          | –             | –             | –             | –             | 0             | 3             | 3             |
| 31            | Guan Jinlin          | China            | –             | –             | 3             | –             | –             | –             | 3             |
| 32            | Ivan Tretiakov       | Rússia           | –             | –             | –             | –             | 3             | –             | 3             |
| 33            | Yasuharu Nanri       | Japão            | –             | 0             | –             | –             | –             | –             | 0             |
| 34            | Stephen Carriere     | Estados Unidos   | –             | –             | –             | 0             | –             | –             | 0             |
| 35            | Zoltan Kelemen       | Romênia          | –             | –             | –             | –             | –             | 0             | 0             |
| 36            | Grant Hochstein      | Estados Unidos   | –             | 0             | –             | –             | –             | –             | 0             |
| 37            | Konstantin Menshov   | Rússia           | –             | –             | –             | –             | 0             | –             | 0             |
| 38            | Denis Ten            | Cazaquistão      | 0             | –             | –             | 0             | –             | –             | 0             |
| 39            | Kristoffer Berntsson | Suécia           | –             | 0             | –             | –             | –             | –             | 0             |
| 40            | Chen Peitong         | China            | –             | –             | 0             | –             | –             | –             | 0             |
| 41            | Paolo Bacchini       | Itália           | –             | 0             | –             | –             | –             | –             | 0             |
| 42            | Viktor Pfeifer       | Áustria          | –             | –             | –             | 0             | –             | –             | 0             |
| 43            | Sergei Voronov       | Rússia           | –             | –             | 0             | –             | –             | –             | 0             |

### Individual feminino
| Classificação | Classificação        | Classificação  | Classificação | Classificação | Classificação | Classificação | Classificação | Classificação | Classificação |
| Pos.          | Nome                 | Nacionalidade  | JPN           | CAN           | CHN           | USA           | RUS           | FRA           | Total         |
| ------------- | -------------------- | -------------- | ------------- | ------------- | ------------- | ------------- | ------------- | ------------- | ------------- |
| 1             | Miki Ando            | Japão          | –             | –             | 15            | –             | 15            | –             | 30            |
| 2             | Alissa Czisny        | Estados Unidos | –             | 15            | –             | –             | –             | 11            | 26            |
| 3             | Carolina Kostner     | Itália         | 15            | –             | –             | 11            | –             | –             | 26            |
| 4             | Kanako Murakami      | Japão          | 11            | –             | –             | 15            | –             | –             | 26            |
| 5             | Akiko Suzuki         | Japão          | –             | –             | 13            | –             | 13            | –             | 26            |
| 6             | Rachael Flatt        | Estados Unidos | 13            | –             | –             | 13            | –             | –             | 26            |
| 7             | Kiira Korpi          | Finlândia      | 9             | –             | –             | –             | –             | 15            | 24            |
| 8             | Mirai Nagasu         | Estados Unidos | –             | –             | 9             | –             | –             | 13            | 22            |
| 9             | Ashley Wagner        | Estados Unidos | 7             | –             | –             | –             | 11            | –             | 18            |
| 10            | Amelie Lacoste       | Canadá         | –             | 11            | –             | 7             | –             | –             | 18            |
| 11            | Cynthia Phaneuf      | Canadá         | –             | 9             | –             | –             | –             | 9             | 18            |
| 12            | Ksenia Makarova      | Rússia         | –             | 13            | –             | –             | 4             | –             | 17            |
| 13            | Agnes Zawadzki       | Estados Unidos | –             | 5             | –             | –             | 9             | –             | 14            |
| 14            | Joshi Helgesson      | Suécia         | –             | –             | 4             | 9             | –             | –             | 13            |
| 15            | Haruka Imai          | Japão          | –             | 7             | –             | –             | –             | 5             | 12            |
| 16            | Alena Leonova        | Rússia         | –             | –             | 11            | –             | 0             | –             | 11            |
| 17            | Valentina Marchei    | Itália         | –             | 3             | –             | –             | 7             | –             | 10            |
| 18            | Mao Asada            | Japão          | 3             | –             | –             | –             | –             | 7             | 10            |
| 19            | Elene Gedevanishvili | Geórgia        | 5             | –             | –             | 4             | –             | –             | 9             |
| 20            | Geng Bingwa          | China          | –             | –             | 7             | –             | –             | –             | 7             |
| 21            | Myriane Samson       | Canadá         | –             | 4             | –             | –             | 3             | –             | 7             |
| 22            | Viktoria Helgesson   | Suécia         | 0             | –             | –             | 5             | –             | –             | 5             |
| 23            | Sofia Biryukova      | Rússia         | –             | –             | –             | –             | 5             | –             | 5             |
| 24            | Amanda Dobbs         | Estados Unidos | –             | –             | 5             | –             | –             | –             | 5             |
| 25            | Sonia Lafuente       | Espanha        | –             | 0             | –             | –             | –             | 4             | 4             |
| 26            | Caroline Zhang       | Estados Unidos | 4             | –             | –             | 0             | –             | –             | 4             |
| 27            | Mae Berenice         | França         | –             | –             | –             | 3             | –             | 0             | 3             |
| 28            | Fumie Suguri         | Japão          | –             | 0             | –             | –             | –             | 3             | 3             |
| 29            | Kristine Musademba   | Estados Unidos | –             | –             | 3             | –             | –             | –             | 3             |
| 30            | Min-jeong Kwak       | Coreia do Sul  | –             | –             | 0             | 0             | –             | –             | 0             |
| 31            | Jenna Mccorkell      | Reino Unido    | 0             | –             | –             | 0             | –             | –             | 0             |
| 32            | Lena Marrocco        | França         | 0             | –             | –             | –             | –             | 0             | 0             |
| 33            | Diane Szmiett        | Canadá         | 0             | –             | 0             | –             | –             | –             | 0             |
| 34            | Elena Glebova        | Estônia        | –             | –             | –             | –             | 0             | –             | 0             |
| 35            | Sarah Hecken         | Alemanha       | –             | –             | –             | –             | –             | 0             | 0             |
| 36            | Alexe Gilles         | Estados Unidos | –             | 0             | –             | 0             | –             | –             | 0             |
| 37            | Candice Didier       | França         | –             | –             | –             | –             | –             | 0             | 0             |
| 38            | Zhu Qiuying          | China          | –             | –             | 0             | –             | –             | –             | 0             |
| 38            | Sarah Meier          | Suíça          | –             | 0             | –             | –             | –             | –             | 0             |

### Duplas
| Classificação | Classificação                           | Classificação    | Classificação | Classificação | Classificação | Classificação | Classificação | Classificação | Classificação |
| Pos.          | Nome                                    | Nacionalidade    | JPN           | CAN           | CHN           | USA           | RUS           | FRA           | Total         |
| ------------- | --------------------------------------- | ---------------- | ------------- | ------------- | ------------- | ------------- | ------------- | ------------- | ------------- |
| 1             | Aliona Savchenko / Robin Szolkowy       | Alemanha         | –             | –             | –             | 15            | –             | 15            | 30            |
| 2             | Pang Qing / Tong Jian                   | China            | 15            | –             | 15            | –             | –             | –             | 30            |
| 3             | Vera Bazarova / Yuri Larionov           | Rússia           | 13            | –             | –             | –             | –             | 13            | 26            |
| 4             | Kirsten Moore-Towers / Dylan Moscovitch | Canadá           | –             | 13            | –             | 13            | –             | –             | 26            |
| 5             | Lubov Iliushechkina / Nodari Maisuradze | Rússia           | –             | 15            | 9             | –             | –             | –             | 24            |
| 6             | Sui Wenjing / Han Cong                  | China            | –             | –             | 13            | 11            | –             | –             | 24            |
| 7             | Narumi Takahashi / Mervin Tran          | Japão            | 11            | –             | –             | –             | 13            | –             | 24            |
| 8             | Caitlin Yankowskas / John Coughlin      | Estados Unidos   | 9             | –             | 11            | –             | –             | –             | 20            |
| 9             | Paige Lawrence / Rudi Swiegers          | Canadá           | –             | 11            | –             | –             | 7             | –             | 18            |
| 10            | Amanda Evora / Mark Ladwig              | Estados Unidos   | –             | –             | 7             | –             | 11            | –             | 18            |
| 11            | Caydee Denney / Jeremy Barrett          | Estados Unidos   | 7             | –             | –             | 9             | –             | –             | 16            |
| 12            | Yuko Kavaguti / Alexander Smirnov       | Rússia           | –             | –             | –             | –             | 15            | –             | 15            |
| 13            | Marissa Castelli / Simon Shnapir        | Estados Unidos   | –             | 9             | –             | 5             | –             | –             | 14            |
| 14            | Mylene Brodeur / John Mattatall         | Canadá           | 5             | –             | –             | –             | –             | 9             | 14            |
| 15            | Maylin Hausch / Daniel Wende            | Alemanha         | 0             | –             | –             | –             | –             | 11            | 11            |
| 16            | Katarina Gerboldt / Alexander Enbert    | Rússia           | –             | –             | –             | –             | 9             | –             | 9             |
| 17            | Felicia Zhang / Taylor Toth             | Estados Unidos   | –             | –             | –             | 0             | –             | 7             | 7             |
| 18            | Ksenia Stolbova / Fedor Klimov          | Rússia           | –             | –             | –             | 7             | –             | –             | 7             |
| 19            | Meagan Duhamel / Eric Radford           | Canadá           | –             | 7             | –             | –             | –             | –             | 7             |
| 20            | Britney Simpson / Nathan Miller         | Estados Unidos   | –             | 5             | –             | –             | 0             | –             | 5             |
| 21            | Stefania Berton / Ondrej Hotarek        | Itália           | –             | –             | –             | –             | 5             | –             | 5             |
| 22            | Nicole Della Monica / Yannick Kocon     | Itália           | –             | –             | 5             | –             | –             | –             | 5             |
| 23            | Klara Kadlecova / Petr Bidar            | República Tcheca | –             | –             | –             | –             | –             | 5             | 5             |
| 24            | Dong Huibo / Wu Yiming                  | China            | –             | 0             | 0             | –             | –             | –             | 0             |
| 25            | Anna Khnychenkova / Mark Magyar         | Hungria          | –             | –             | –             | –             | –             | 0             | 0             |
| 26            | Stacey Kemp / David King                | Reino Unido      | –             | 0             | –             | 0             | –             | –             | 0             |
| 27            | Zhang Yue / Wang Lei                    | China            | 0             | –             | –             | –             | –             | –             | 0             |
| 28            | Tatiana Novik / Mikhail Kuznetsov       | Rússia           | –             | –             | –             | –             | 0             | –             | 0             |
| 29            | Kaleigh Hole / Adam Johnson             | Canadá           | –             | –             | 0             | –             | –             | –             | 0             |

### Dança no gelo
| Classificação | Classificação                                | Classificação    | Classificação | Classificação | Classificação | Classificação | Classificação | Classificação | Classificação |
| Pos.          | Nome                                         | Nacionalidade    | JPN           | CAN           | CHN           | USA           | RUS           | FRA           | Total         |
| ------------- | -------------------------------------------- | ---------------- | ------------- | ------------- | ------------- | ------------- | ------------- | ------------- | ------------- |
| 1             | Meryl Davis / Charlie White                  | Estados Unidos   | 15            | –             | –             | 15            | –             | –             | 30            |
| 2             | Nathalie Pechalat / Fabian Bourzat           | França           | –             | –             | 15            | –             | –             | 15            | 30            |
| 3             | Vanessa Crone / Paul Poirier                 | Canadá           | –             | 15            | –             | 13            | –             | –             | 28            |
| 4             | Ekaterina Bobrova / Dmitri Soloviev          | Rússia           | –             | –             | 13            | –             | 15            | –             | 28            |
| 5             | Kaitlyn Weaver / Andrew Poje                 | Canadá           | 13            | –             | –             | 9             | –             | –             | 22            |
| 6             | Nora Hoffmann / Maxim Zavozin                | Hungria          | –             | –             | 9             | –             | 13            | –             | 22            |
| 7             | Maia Shibutani / Alex Shibutani              | Estados Unidos   | 11            | –             | –             | 11            | –             | –             | 22            |
| 8             | Madison Chock / Greg Zuerlein                | Estados Unidos   | –             | 11            | –             | –             | –             | 11            | 22            |
| 9             | Ekaterina Riazanova / Ilia Tkachenko         | Rússia           | –             | –             | –             | 7             | –             | 13            | 20            |
| 10            | Elena Ilinykh / Nikita Katsalapov            | Rússia           | 9             | –             | –             | –             | 11            | –             | 20            |
| 11            | Pernelle Carron / Lloyd Jones                | França           | –             | 7             | –             | –             | –             | 9             | 16            |
| 12            | Kristina Gorshkova / Vitali Butikov          | Rússia           | –             | 5             | –             | –             | 9             | –             | 14            |
| 13            | Huang Xintong / Zheng Xun                    | China            | –             | –             | 7             | –             | –             | 7             | 14            |
| 14            | Sinead Kerr / John Kerr                      | Reino Unido      | –             | 13            | –             | –             | –             | –             | 13            |
| 15            | Lucie Mysliveckova / Matej Novak             | República Tcheca | 5             | –             | –             | –             | 7             | –             | 12            |
| 16            | Federica Faiella / Massimo Scali             | Itália           | –             | –             | 11            | –             | 0             | –             | 11            |
| 17            | Alexandra Paul / Mitchell Islam              | Canadá           | –             | 9             | –             | –             | 0             | –             | 9             |
| 18            | Kharis Ralph / Asher Hill                    | Canadá           | –             | –             | 4             | –             | –             | 5             | 9             |
| 19            | Cathy Reed / Chris Reed                      | Japão            | 4             | –             | –             | 4             | –             | –             | 8             |
| 20            | Anna Cappellini / Luca Lanotte               | Itália           | 7             | –             | –             | –             | –             | –             | 7             |
| 21            | Penny Coomes / Nicholas Buckland             | Reino Unido      | 3             | –             | –             | 3             | –             | –             | 6             |
| 22            | Lynn Kriengkrairut / Logan Giulietti-Schmitt | Estados Unidos   | –             | –             | –             | 5             | –             | –             | 5             |
| 23            | Madison Hubbell / Keiffer Hubbell            | Estados Unidos   | –             | –             | 5             | –             | 0             | –             | 5             |
| 24            | Isabella Cannuscio / Ian Lorello             | Estados Unidos   | –             | –             | 0             | –             | –             | 4             | 4             |
| 25            | Sarah Arnold / Justin Trojek                 | Canadá           | –             | 4             | –             | –             | –             | –             | 4             |
| 26            | Yu Xiaoyang / Wang Chen                      | China            | 0             | –             | 3             | –             | –             | –             | 3             |
| 27            | Stefanie Frohberg / Tim Giesen               | Alemanha         | –             | 3             | –             | 0             | –             | –             | 3             |
| 28            | Dora Turoczi / Balazs Major                  | Hungria          | 0             | –             | –             | –             | –             | 3             | 3             |
| 29            | Guan Xueting / Wang Meng                     | China            | –             | –             | 0             | –             | –             | –             | 0             |
| 30            | Rachel Tibbetts / Collin Brubaker            | Estados Unidos   | –             | 0             | –             | –             | –             | –             | 0             |

## Quadro de medalhas
| Ordem | País             | Medalha de ouro | Medalha de prata | Medalha de bronze |    | Ordem por total |
| ----- | ---------------- | --------------- | ---------------- | ----------------- | -- | --------------- |
| 1     | Japão            | 7               | 6                | 4                 | 17 | 2               |
| 2     | Estados Unidos   | 5               | 5                | 12                | 22 | 1               |
| 3     | Canadá           | 3               | 5                | 3                 | 11 | 3               |
| 4     | Rússia           | 3               | 5                | 2                 | 10 | 4               |
| 5     | Alemanha         | 3               |                  | 1                 | 4  | 7               |
| 6     | China            | 2               | 2                | 2                 | 6  | 5               |
| 7     | França           | 2               | 2                | 1                 | 5  | 6               |
| 8     | Itália           | 1               | 1                | 2                 | 4  | 7               |
| 9     | República Tcheca | 1               |                  | 1                 | 2  | 9               |
| 10    | Finlândia        | 1               |                  |                   | 1  | 10              |
| 11    | Hungria          |                 | 1                |                   | 1  | 10              |
| 11    | Reino Unido      |                 | 1                |                   | 1  | 10              |
| TOTAL | TOTAL            | 28              | 28               | 28                | 84 | —               |